# 孟加拉族
孟加拉族是孟加拉地区的主要居民。

## 人口
總人口數約300,000,000人，是世界第3大族群。人口主要分布於孟加拉約168,957,745，印度83,369,769人，巴基斯坦2,000,000人。

## 民族分布

### 多數人口分布區
孟加拉、印度西孟加拉邦、阿萨姆邦和曼尼普尔邦的部分地區，以及特里普拉邦和安達曼-尼科巴群島的孟加拉族移民、緬甸、巴基斯坦、沙烏地阿拉伯、阿拉伯聯合大公國、英國

### 少數人口分布區
美國、馬來西亞、加拿大、科威特、韓國、巴林、阿曼、義大利、尼泊爾、澳大利亞

## 緬甸國民的用法
在緬甸，孟加拉人是指羅興亞族及印度裔穆斯林的籠統稱呼。

## 語言

### 孟加拉語
孟加拉語是孟加拉地區的本土語言，使用地區包括當今的孟加拉國和印度的西孟加拉邦，特里普拉邦和阿薩姆邦，是以孟加拉文寫成，其中除了南阿薩姆邦是以阿薩姆語為官方語言外，其他三者皆以孟加拉語為官方語言。孟加拉語是世界上最多人使用的語言之一，在全球約有3億人，其中約有2.5億人以其為母語，使用人口數佔世界第七位。孟加拉國國歌、斯里蘭卡國歌和印度國歌一開始皆以孟加拉語作成。

## 文字
孟加拉文（孟加拉語： 拉丁转写：）是用於孟加拉語的城文東部變體，它也用於阿薩姆語、比什奴普萊利亞-曼尼浦爾語和迈蒂利语（以叫做Mithilakshar的變體形式）。它和天城文二者都派生自古代城文，連同其他印度次大陸書寫系統一起屬於婆羅米系文字。它是元音附標文字，它比天城文更加圓曲。除了在不同語言中字母發音的區別外，在這種文字用於阿薩姆語和比什奴普萊利亞-曼尼浦爾語的版本和用於孟加拉語以及其他語言的版本之間有一些次要的字形差異。例如，字母（孟加拉語র;阿薩姆語ৰ;比什奴普萊利亞-曼尼浦爾語র/ৰ）和 （孟加拉語第二ব;阿薩姆語/比什奴普萊利亞-曼尼浦爾語ৱ）隨語言而有不同的變體。

## 地理環境
孟加拉东南部邻缅甸，东、西、北三面与印度毗连，南临孟加拉湾。80％以上的領土位于南亚次大陆东北部的恒河和布拉马普特拉河下游冲击而成的三角洲上，屬於肥沃、平坦的冲积平原，河道纵横密布，河运发达，河流和湖泊约占全国面积10％，非常适合农业和渔业，但雨季极易泛滥。沿海多小岛和沙洲。國土的大部分低於海拔12米（39呎），如果海平面上升1米（3呎），就會有大約10%土地會被淹沒。东南端为吉大港山區，平均海拔300—600米，孟加拉最高峰凯奥克拉东峰，高1229米，剛好位於此地理區上。

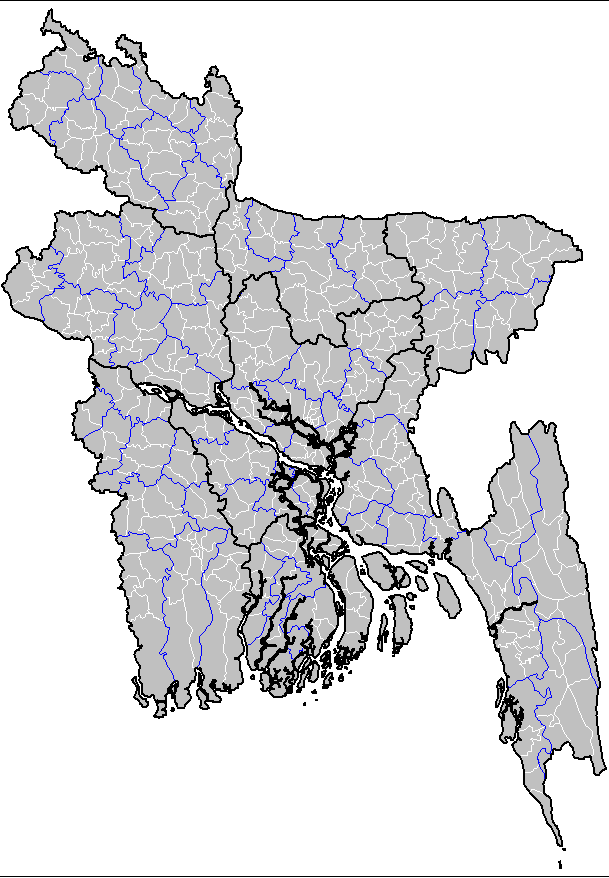
孟加拉国行政區
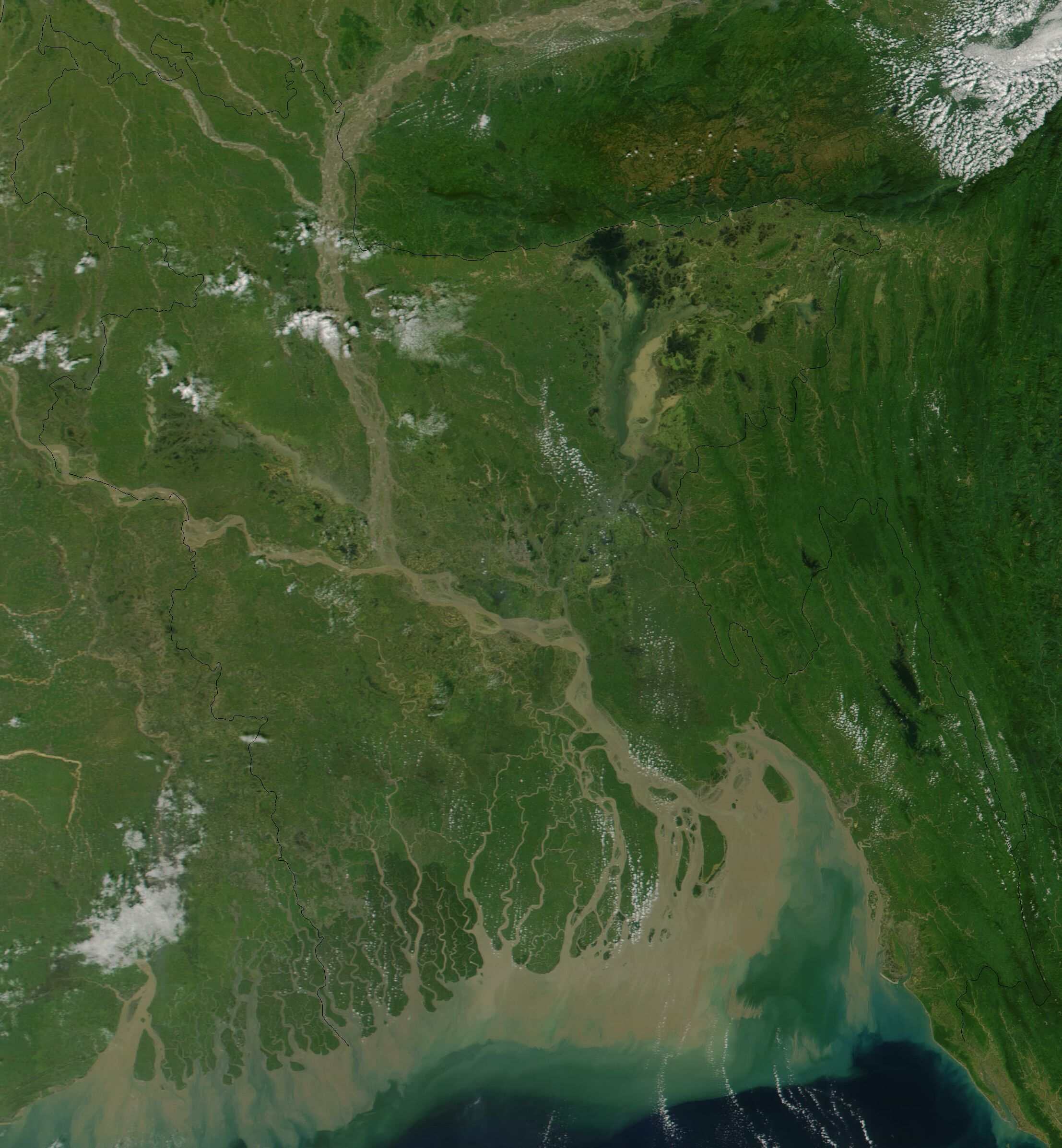
孟加拉国衛星照
全國地圖